# Порятунок Рубі
Порятунок Рубі (англ. Rescued by Ruby) — американська біографічна сімейна драма 2022 року режисера Кетлін Ші. Сюжет фільму зосереджений на поліцейському Деніелі, який прагне служити в елітному підрозділі К-9 і бере в напарниці собаку з притулку — розумну, але дуже норовливу Рубі. Історія розповідає про дружбу і заснована на реальних подіях.

## Сюжет
Головний герой фільму Деніел — поліцейський, який завжди мріяв служити в елітному підрозділі К-9, однак постійно отримував відмову. Він має останній шанс пройти кваліфікацію до того, як йому виповниться 30 років. Тому Ден вирішує взяти з притулку Рубі — розумну, але норовливу собаку, яка стане не лише його вірною напарницею, а й найкращим другом.

## У ролях
- Грант Гастін — Деніел О'Ніл
- Скотт Вулф — сержант Метт Зарелла
- Кейла Цандер — Мелісса О'Ніл
- Камілла Салліван — Пет Інман
- Том Макбіт — Шеймус Брейді
- Шерон Тейлор — Сем
- Ейлін Педде — сержант Аманда Гріннелл